# Gran Premio de Alemania de Motociclismo de 1973
El Gran Premio de Alemania de Motociclismo de 1973 fue la tercera prueba de la temporada 1973 del Campeonato Mundial de Motociclismo. El Gran Premio se disputó el 13 de mayo de 1973 en el Circuito de Hockenheim.

## Resultados 500cc
En 500 c.c., Después de la retirada de Hideo Kanaya, Jarno Saarinen y Giacomo Agostini por problemas mecánicos, la victoria fue para Phil Read, lo que supone la primera victoria de un británico en la máxima categoría desde el Gran Premio del Ulster de 1964. Read lo hizo con una vuelta de ventaja sobre el segundo clasificadoː el suizo Werner Giger. Por primera vez en la historia del Mundial, padre e hijo corrieron en la misma categoría. Fueron los alemanes Ernst y Reinhard Hiller, y que acabaron tercero y sexto, respectivamente.
| Pos. | Piloto               | Equipo    | Tiempo     | Pts. |
| ---- | -------------------- | --------- | ---------- | ---- |
| 1    | Phil Read            | MV Agusta | 50' 03" 7  | 15   |
| 2    | Werner Giger         | Yamaha    | +1 Vuelta  | 12   |
| 3    | Ernst Hiller         | König     | +1 Vuelta  | 10   |
| 4    | Georg Pohlmann       | Yamaha    | +1 Vuelta  | 8    |
| 5    | Billie Nelson        | Yamaha    | +1 Vuelta  | 6    |
| 6    | Reinhard Hiller      | König     | +1 Vuelta  | 5    |
| 7    | Peter Stocksiefen    | Suzuki    | +1 Vuelta  | 4    |
| 8    | Udo Kochanski        | König     | +2 Vueltas | 3    |
| 9    | Alex George          | Yamaha    | +2 Vueltas | 2    |
| 10   | Sven-Olof Gunnarsson | Kawasaki  | +2 Vueltas | 1    |
| 11   | Walter Kaletsch      | Yamaha    | +2 Vueltas |      |
| 12   | Horst Lahfeld        | Yamaha    | +2 Vueltas |      |
| 13   | Derek Lee            | Suzuki    | +2 Vueltas |      |
| 14   | Rob Bron             | Suzuki    | +2 Vueltas |      |
| 15   | Hansueli Rothermann  | Yamaha    | +2 Vueltas |      |
| 16   | David Harris         | Suzuki    | +5 Vueltas |      |
| Ret  | Bruno Kneubühler     | Yamaha    | Ret        |      |
| Ret  | Ron Chandler         | Kawasaki  | Ret        |      |
| Ret  | Jarno Saarinen       | Yamaha    | Ret        |      |
| Ret  | Kim Newcombe         | König     | Ret        |      |
| Ret  | Kurt-Harald Florin   | König     | Ret        |      |
| Ret  | Jerry Lancaster      | Suzuki    | Ret        |      |
| Ret  | Silvano Bertarelli   | Paton     | Ret        |      |
| Ret  | Hideo Kanaya         | Yamaha    | Ret        |      |
| Ret  | Guido Mandracci      | Suzuki    | Ret        |      |
| Ret  | Alois Maxwald        | Rotax     | Ret        |      |
| Ret  | Bosse Granath        | Husqvarna | Ret        |      |
| Ret  | Kaarlo Koivuniemi    | Kawasaki  | Ret        |      |
| Ret  | Jack Findlay         | Suzuki    | Ret        |      |
| Ret  | Charlie Dobson       | Kawasaki  | Ret        |      |
| Ret  | Lothar John          | Suzuki    | Ret        |      |
| Ret  | Paul Eickelberg      | König     | Ret        |      |
| Ret  | Giacomo Agostini     | MV Agusta | Ret        |      |
| Ret  | Eric Offenstadt      | Kawasaki  | Ret        |      |
| Ret  | Werner Pfirter       | Yamaha    | Ret        |      |

## Resultados 350cc
En 2350cc, también se registraron muchas retiradasː las dos MV Agusta de Phil Read y Giacomo Agostini por problemas en la válvula, además de John Dodds, János Drapál y Kent Andersson. Así las cosas, la victoria fue para Teuvo Länsivuori, en una carrera en la que tan solo llegaron diez pilotos a meta.
| Pos. | Piloto               | Moto            | Tiempo    | Pts. |
| ---- | -------------------- | --------------- | --------- | ---- |
| 1    | Teuvo Länsivuori     | Yamaha          | 51' 50"   | 15   |
| 2    | Víctor Palomo        | Yamaha          | +1' 02" 4 | 12   |
| 3    | Pentti Korhonen      | Yamaha          | +1' 48" 5 | 10   |
| 4    | Billie Nelson        | Yamaha          | +2' 18" 5 | 8    |
| 5    | Gyula Marsovszky     | Yamaha          | +1 Vuelta | 6    |
| 6    | Helmut Kassner       | Yamaha          | +1 Vuelta | 5    |
| 7    | Walter Kaletsch      | Yamaha          | +1 Vuelta | 4    |
| 8    | János Reisz          | Yamaha          | +1 Vuelta | 3    |
| 9    | Franz Weidacher      | Yamaha          | +1 Vuelta | 2    |
| 10   | Harry Konschock      | Yamaha          | +1 Vuelta | 1    |
| Ret  | Phil Read            | MV Agusta       | Ret       |      |
| Ret  | Giacomo Agostini     | MV Agusta       | Ret       |      |
| Ret  | Walter Villa         | Yamaha          | Ret       |      |
| Ret  | Dieter Braun         | Yamaha          | Ret       |      |
| Ret  | János Drapál         | Yamaha          | Ret       |      |
| Ret  | John Dodds           | Yamaha          | Ret       |      |
| Ret  | Kent Andersson       | Yamaha          | Ret       |      |
| Ret  | Marcel Ankoné        | Yamsel          | Ret       |      |
| Ret  | Werner Pfirter       | Yamaha          | Ret       |      |
| Ret  | Silvio Grassetti     | MZ              | Ret       |      |
| Ret  | Hans Mühlebach       | MZ              | Ret       |      |
| Ret  | Mick Grant           | Yamaha          | Ret       |      |
| Ret  | Siegried Güttner     | Yamaha          | Ret       |      |
| Ret  | Bruno Kneubühler     | Harley-Davidson | Ret       |      |
| Ret  | Klaus Leonhardt      | Yamaha          | Ret       |      |
| Ret  | Toni Gruber          | Yamaha          | Ret       |      |
| Ret  | Wolfgang Stephan     | Yamaha          | Ret       |      |
| Ret  | Peter Hartenstein    | Yamaha          | Ret       |      |
| Ret  | Bosse Granath        | Husqvarna       | Ret       |      |
| Ret  | Kim Newcombe         | König           | Ret       |      |
| Ret  | Sven-Olof Gunnarsson | Yamaha          | Ret       |      |
| Ret  | Horst Klingebiel     | Yamaha          | Ret       |      |

## Resultados 250cc
En el cuarto de litro, sigue el dominio del finlandés Jarno Saarinen, que consigue la tercera victoria en tres Grandes Premios disputados. Una victoria que hubiera encarrilado su camino a revalidar el título si no se hubiera cruzado la tragedia en su camino en el el siguiente Gran Premio. El japonés Hideo Kanaya y el también finlandés Teuvo Länsivuori completaron el podio.
| Pos. | Piloto              | Moto            | Tiempo    | Pts. |
| ---- | ------------------- | --------------- | --------- | ---- |
| 1    | Jarno Saarinen      | Yamaha          | 48' 28" 6 | 15   |
| 2    | Hideo Kanaya        | Yamaha          | +21" 8    | 12   |
| 3    | Teuvo Länsivuori    | Yamaha          | +32" 2    | 10   |
| 4    | Dieter Braun        | Yamaha          | +44" 1    | 8    |
| 5    | Börje Jansson       | Yamaha          | +56" 1    | 6    |
| 6    | Silvio Grassetti    | MZ              | +1' 02" 9 | 5    |
| 7    | Pentti Korhonen     | Yamaha          | +1' 52"   | 4    |
| 8    | Walter Villa        | Yamaha          | +2' 00" 2 | 3    |
| 9    | Víctor Palomo       | Yamaha          | +2' 04"   | 2    |
| 10   | Mick Grant          | Yamaha          | +2' 17" 1 | 1    |
| 11   | Peter Stocksiefen   | Yamaha          | 51.03.9   |      |
| 12   | Eric Offenstadt     | SHF             | +1 Vuelta |      |
| 13   | Klaus Huber         | Yamaha          | +1 Vuelta |      |
| 14   | Ryszard Mankiewicz  | Yamaha          | +1 Vuelta |      |
| 15   | Lothar John         | Yamaha          | +1 Vuelta |      |
| Ret  | John Dodds          | Yamaha          | Ret       |      |
| Ret  | Walter Rungg        | Maico           | Ret       |      |
| Ret  | Oronzo Memola       | Harley-Davidson | Ret       |      |
| Ret  | Matti Salonen       | Yamaha          | Ret       |      |
| Ret  | Günter Fischer      | Yamaha          | Ret       |      |
| Ret  | Helmut Kassner      | Yamaha          | Ret       |      |
| Ret  | Nico van der Zanden | Yamaha          | Ret       |      |
| Ret  | Werner Giger        | Yamaha          | Ret       |      |
| Ret  | Rolf Minhoff        | Yamaha          | Ret       |      |
| Ret  | János Reisz         | Yamaha          | Ret       |      |
| Ret  | Bob Coulter         | Yamaha          | Ret       |      |
| Ret  | Harald Merkl        | Yamaha          | Ret       |      |
| Ret  | Chas Mortimer       | Yamaha          | Ret       |      |
| Ret  | Charlie Dobson      | Yamaha          | Ret       |      |
| Ret  | Heinz Kittler       | Yamaha          | Ret       |      |
| Ret  | Derek Lee           | Suzuki          | Ret       |      |
| Ret  | Horst Pleyer        | Yamaha          | Ret       |      |
| Ret  | Siegried Güttner    | Yamaha          | Ret       |      |
| Ret  | Herbert Rau         | Yamaha          | Ret       |      |
| Ret  | Horst Klingebiel    | Yamaha          | Ret       |      |

## Resultados 125cc
En el octavo de litro, nuevo demostración de la Yamaha de Kent Andersson sobre la Morbidelli de Ángel Nieto. El seuco suma su tercera victoria y decanta para donde va a ir la categoría esta temporada.
| Pos. | Piloto              | Moto        | Tiempo    | Pts. |
| ---- | ------------------- | ----------- | --------- | ---- |
| 1    | Kent Andersson      | Yamaha      | 49' 56" 3 | 15   |
| 2    | Ángel Nieto         | Morbidelli  | +33" 4    | 12   |
| 3    | Jos Schurgers       | Bridgestone | +1' 08" 2 | 10   |
| 4    | Pentti Salonen      | Yamaha      | +1' 59" 7 | 8    |
| 5    | Horst Seel          | Maico       | +2' 22" 7 | 6    |
| 6    | Börje Jansson       | Maico       | +2' 28" 9 | 5    |
| 7    | Paul Eickelberg     | Maico       | +2' 59" 7 | 4    |
| 8    | Lothar Mülbert      | Maico       | +3' 02" 3 | 3    |
| 9    | Herbert Rittberger  | Yamaha      | +3' 18" 7 | 2    |
| 10   | Gottlob Schweikardt | Maico       | +1 Vuelta | 1    |
| 11   | János Reisz         | Yamaha      | +1 Vuelta |      |
| 12   | Josef Kullmer       | Yamaha      | +1 Vuelta |      |
| 13   | Toni Gruber         | Maico       | +1 Vuelta |      |
| Ret  | Chas Mortimer       | Yamaha      | Ret       |      |
| Ret  | Eugenio Lazzarini   | Piovaticci  | Ret       |      |
| Ret  | Harald Bartol       | Suzuki      | Ret       |      |
| Ret  | Matti Salonen       | Yamaha      | Ret       |      |
| Ret  | Leif Rossell        | Maico       | Ret       |      |
| Ret  | Gert Bender         | Maico       | Ret       |      |
| Ret  | Hans-Jürgen Hummel  | Yamaha      | Ret       |      |
| Ret  | Peter Frohnmeyer    | Maico       | Ret       |      |
| Ret  | Xaver Tschannen     | Maico       | Ret       |      |
| Ret  | Oronzo Memola       | RTM         | Ret       |      |
| Ret  | Rolf Minhoff        | Maico       | Ret       |      |
| Ret  | Günter Fischer      | Maico       | Ret       |      |
| Ret  | Walter Rungg        | Maico       | Ret       |      |
| Ret  | Ryszard Mankiewicz  | MZ          | Ret       |      |
| Ret  | Manfred Kügler      | Maico       | Ret       |      |
| Ret  | Herbert Rittberger  | Yamaha      | Ret       |      |
| Ret  | Alberto Ieva        | Malanca     | Ret       |      |
| Ret  | Michael Fahrmeir    | Yamaha      | Ret       |      |
| Ret  | Heinz Kittler       | Maico       | Ret       |      |

## Resultados 50cc
En la categoría de menor cilindrada, primera carrera de la temporada en la que las dos Kreidler oficiales se tuvieron que retirar, dejando la victoria en manos de la Jamathi de Theo Timmer.
| Pos. | Piloto             | Moto     | Tiempo    | Pts. |
| ---- | ------------------ | -------- | --------- | ---- |
| 1    | Theo Timmer        | Jamathi  | 38' 01" 1 | 15   |
| 2    | Henk van Kessel    | Kreidler | +23" 4    | 12   |
| 3    | Wolfgang Gedlich   | Kreidler | +33" 5    | 10   |
| 4    | Herbert Rittberger | Kreidler | +47" 7    | 8    |
| 5    | Jürgen Roller      | Kreidler | +1' 05" 5 | 6    |
| 6    | Jan Huberts        | Kreidler | +1' 07" 1 | 5    |
| 7    | Rainer Bratenstein | Kreidler | +1' 19" 4 | 4    |
| 8    | Kasimir Rapczynski | Kreidler | +1' 20" 1 | 3    |
| 9    | Juan Bordons       | Derbi    | +1' 46"   | 2    |
| 10   | Rolf Blatter       | Kreidler | +1' 46" 4 | 1    |
| 11   | Wolfgang Golembeck | Maico    | +2' 16" 9 |      |
| 12   | Stefan Dörflinger  | Kreidler | +2' 18" 1 |      |
| 13   | Siegfried Lehman   | Kreidler | +3' 10" 1 |      |
| 14   | Walter Däuwel      | Kreidler | +3' 10" 4 |      |
| 15   | Roland Schuster    | Kreidler | +3' 13" 2 |      |
| Ret  | Jan de Vries       | Kreidler | Ret       |      |
| Ret  | Rudolf Kunz        | Kreidler | Ret       |      |
| Ret  | Gerhard Thurow     | Kreidler | Ret       |      |
| Ret  | Lars Persson       | Monark   | Ret       |      |
| Ret  | Bruno Kneubühler   | Kreidler | Ret       |      |
| Ret  | Ulrich Graf        | Kreidler | Ret       |      |
| Ret  | Dieter Gedlich     | Kreidler | Ret       |      |
| Ret  | Otello Buscherini  | Malanca  | Ret       |      |
| Ret  | Manfred Kügler     | Kreidler | Ret       |      |
| Ret  | Josef Kullmer      | Derbi    | Ret       |      |
| Ret  | Rudi Jourdan       | Kreidler | Ret       |      |
| Ret  | Hans-Jürgen Hummel | Kreidler | Ret       |      |
| Ret  | Werner Michawitz   | Kreidler | Ret       |      |
| Ret  | Alberto Ieva       | Malanca  | Ret       |      |